# Esta's
De Esta's is een speltak van Scouting Nederland, bedoeld voor kinderen van 7 tot 11 jaar oud. Hun programma is opgehangen aan het verhaal "Het kind met de hoge hoed" geschreven door Simone Schell. Vanaf 2010 worden alle kinderen in de leeftijd 7 t/m 11 jaar welpen genoemd.

## Geschiedenis
De Esta's is een Nederlandse speltak. Het is ontwikkeld in de jaren 80 toen er veel gecombineerde welpengroepen kwamen waarin zowel jongens als meisjes zaten. Scouting Nederland zocht naar een nieuw soort speltak waarin er een goed aansluitend thema en themaverhaal voor zowel jongens als meisjes kwam. Toch bleven veel groepen voor het veel bekendere jungleboekverhaal kiezen, zodat er anno 2005 ook nog veel gecombineerde welpengroepen zijn.

## Uniform & Opening
Een Esta draagt een groen uniform met bijbehorende insignes en groepsdas. Als hoofdeksel wordt de typische Estaklep gebruikt, door de leiding wordt de hoed gebruikt.
De opening verschilt per groep, maar de meeste Esta's maken gebruik van het Estalied. In dit lied wordt zowel gezongen als gebaren gebruikt. Het lied komt daarmee overeen met het bambiliëlied wat bij de kabouters gezongen wordt. Verder openen sommige groepen met de vlag of met soms met beiden. Het Estalied begint met de kinderen in een kring waar iedereen in de richting van de klok staat, het gaat als volgt:
Wij als Esta's gaan op reis, naar het verre Estaland (starend gebaar)
Want wij missen voor geen prijs (Afwijzend gebaar), deze avontuurlijke reis
Geef je hand (pak de handen van elkaar), ga je mee, over land (buig naar links), over zee (buig naar rechts)
Blijf maar heel dicht bij elkaar (kring komt bij elkaar), want dan is er ... geen gevaar! (handen in de lucht)
Het sluitingslied gaat als volgt:
Het is weer om, het is voorbij,
Wij gaan nu in een lange rij,
Stap voor stap (stampen op de grond), 
Naar huisje toe,
Maar we zijn nog lang niet moe (met de vingen heen en weer bewegen)
Zwaai je hand (zwaaien), 
ESTALAND (schreeuwen) 
Zul je zien heel misschien,
Volgende keer doe ik weer mee,
Nu naar huis.
Dag land, dag zee.

## Wet & Belofte

### Esta-wet
Een Esta speelt samen
met anderen in het Land van Esta.
Hij/Zij is eerlijk, vriendelijk
en houdt vol
en zorgt goed voor de natuur.

### Belofte voor Esta's
Ik beloof mijn best te doen - met de hulp van God -
een goede Esta te zijn,
iedereen te helpen waar ik kan
en me te houden aan de Esta-wet.
Jullie kunnen op me rekenen.